# Lheue (Indrapuri)
Lheue is een bestuurslaag in het regentschap Aceh Besar van de provincie Atjeh, Indonesië. Lheue telt 491 inwoners (volkstelling 2010).